# Governo Denkov
Il Governo Denkov è stato il 102º governo della Bulgaria, in carica per 10 mesi e 3 giorni dal 6 giugno 2023 al 9 aprile 2024 (sebbene dimissionario dal 5 marzo 2024).
Si è trattato, nel paese, del primo governo nato da un accordo di rotazione tra due partiti di coalizione (GERB-SDS e PP-DB), sebbene quest’ultimo sia comunque fallito prima dell’effettiva attuazione, dato che, nonostante Denkov avesse, dopo essere rimasto in carica per nove mesi in base agli accordi, ceduto l’incarico alla sua vice Marija Gabriel, la mancata riuscita dei negoziati ha effettivamente affondato ogni prospettiva di riuscita di tale atto.

## Storia

### Formazione
In seguito alle elezioni parlamentari dello stesso anno, già parte di una serie di tornate elettorali dovute a continui e ripetuti stalli parlamentari e instabilità politiche, le parti si sono nuovamente trovate davanti ad un intenso processo di negoziazione che, da molti analisti, fu inizialmente ritenuto altamente fallimentare, visti i precedenti tentativi e le conseguenti elezioni anticipate che dal 2021 attanagliavano il paese.
Di fatti, dopo aver proposto senza successo alcuni candidati, e aver conseguentemente cercato una forte mediazione scegliendo la figura della nota e stimata commissaria europea Marija Gabriel, GERB ha inizialmente trovato l’opposizione del gruppo PP-DB, che, rifiutando ogni alleanza con i conservatori di Bojko Borisov (nonostante fossero l’unico partito con cui si sarebbe potuto dialogare), hanno fatto presagire un ennesimo scioglimento anticipato dell’Assemblea nazionale ed un inevitabile prolungamento della crisi in atto.
Alla fine, tuttavia, dopo grandi concessioni sia politiche che istituzionali, nonché dopo una serie innumerevole di colloqui e trattative, i due gruppi politici hanno trovato un accordo, concretizzatosi in un governo di rotazione, che ha fatto si che il governo potesse entrare in carica con una sicura approvazione parlamentare, avvenuta il 6 giugno 2023, con 131 voti favorevoli e 69 contrari

### Mozioni di sfiducia da parte delle opposizioni
Due tentativi di sfiducia, uno il 13 ottobre e il secondo il 22 novembre 2023, fallirono entrambi, rispettivamente, con 71 favorevoli, 143 contrari e 26 assenti e con 71 favorevoli, 155 contrari e 14 assenti.

### Dimissioni, crisi di governo e nuove elezioni
Il 5 marzo 2024, nonostante un perdurante clima di coalizione molto teso e turbolento, essendo scaduto il periodo di governo concordato secondo gli accordi di rotazione, il Primo ministro Nikolaj Denkov ha rassegnato le proprie dimissioni, al fine di agevolare il processo negoziale concordato con Marija Gabriel per la carica di capo del governo. La mozione in questione, sebbene osteggiata da Cittadini per lo Sviluppo Europeo della Bulgaria (GERB), fu alla fine approvata il giorno successivo all’unanimità (216 favorevoli) dall’Assemblea nazionale, avviando così il processo di formazione di un nuovo esecutivo nel mentre che il governo uscente rimaneva operativo per la gestione degli affari correnti.
Nonostante ciò e numerosi incontri, per via di divergenze sempre più crescenti sulla scelta delle posizioni governative (sebbene più volte si sia tentato di ricostruire un dialogo, prima, senza successo, il 20 marzo e ancora, sempre senza successo, il 22 marzo) i negoziati sono ufficialmente falliti, portando il partito GERB (il più grande in assemblea e nel governo), a ritirarsi dalle trattative e dagli accordi, troncando così definitivamente la vita dell’esecutivo.
Per tutte queste ragioni, il Presidente Rumen Radev, secondo la Costituzione, ha incontrato le varie parti politiche, conferendo prima un mandato a Marija Gabriel di GERB, subito respinto, il 24 marzo, congiuntamente al partito Movimento per i Diritti e le Libertà (DPS/HÖH); poi, il 26, alla coalizione Continuiamo il Cambiamento-Bulgaria Democratica (PP-DB), che ha rinunciato il giorno successivo dopo aver invano proposto a GERB un mantenimento dell’accordo originale e della struttura corrente dell’esecutivo (eccetto il Primo ministro), ed infine al piccolo C'è un Popolo come Questo (ITN), che lo ha immediatamente rimesso, portando così al fallimento definitivo anche di questa procedura.
In conseguenza di ciò, dunque, secondo l’Art. 99 della Costituzione (tra l’altro da poco emendato in senso restrittivo), il Presidente ha nominato come capo del governo ad interim, in consultazione con i gruppi parlamentari e con il Primo ministro uscente, Dimităr Glavčev (capo della Corte dei conti del paese), sciogliendo contestualmente l’Assemblea nazionale ed indicendo nuove elezioni.

## Situazione parlamentare
| Camera              | Collocazione | Partiti                                        | Seggi     |
| ------------------- | ------------ | ---------------------------------------------- | --------- |
| Assemblea Nazionale | Maggioranza  | GERB-SDS (69), PP-DB (63)                      | 131 / 240 |
| Assemblea Nazionale | Cooperazione | DPS/HÖH (34)                                   | 34 / 240  |
| Assemblea Nazionale | Opposizione  | V (37), BSPzB (23), ITN (11), Indipendenti (4) | 75 / 240  |

## Composizione
Il Governo è composto da 20 ministri (compreso il Primo Ministro).
     Continuiamo il Cambiamento (PP) - Bulgaria Democratica (DB)
     Cittadini per lo Sviluppo Europeo della Bulgaria (GERB) - Unione delle Forze Democratiche (SDS)
     Indipendenti
| Carica                                                                 | Titolare | Titolare | Titolare            | Partito politico | Partito politico |
| ---------------------------------------------------------------------- | -------- | -------- | ------------------- | ---------------- | ---------------- |
| Primo ministro                                                         |          |          | Nikolaj Denkov      | PP-DB            |                  |
| Vice Primo ministro (per i Fondi Europei) Ministro degli Affari esteri |          |          | Marija Gabriel      | GERB-SDS         |                  |
| Ministro delle Finanze                                                 |          |          | Asen Vasilev        | PP-DB            |                  |
| Ministro degli Affari interni                                          |          |          | Kalin Stojanov      | Indipendente     |                  |
| Ministro dello Sviluppo regionale e delle Opere pubbliche              |          |          | Andrej Cekov        | PP-DB            |                  |
| Ministro del Lavoro e delle Politiche sociali                          |          |          | Ivanka Šalapatova   | Indipendente     |                  |
| Ministro della Difesa                                                  |          |          | Todor Tagarev       | Indipendente     |                  |
| Ministro della Giustizia                                               |          |          | Atanas Slavov       | PP-DB            |                  |
| Ministro dell'Istruzione e della Scienza                               |          |          | Galin Cokov         | Indipendente     |                  |
| Ministro della Salute                                                  |          |          | Hristo Hinkov       | Indipendente     |                  |
| Ministro della Cultura                                                 |          |          | Krăstju Krăstev     | Indipendente     |                  |
| Ministro dell'Ambiente e delle Acque                                   |          |          | Julian Popov        | Indipendente     |                  |
| Ministro dell'Agricoltura                                              |          |          | Kiril Vătev         | Indipendente     |                  |
| Ministro dei Trasporti e delle Comunicazioni                           |          |          | Georgi Gvozdejkov   | PP-DB            |                  |
| Ministro dell'Economia                                                 |          |          | Bogdan Bogdanov     | Indipendente     |                  |
| Ministro della Crescita e dell'Innovazione                             |          |          | Milena Stojčeva     | Indipendente     |                  |
| Ministro dell'Energia                                                  |          |          | Rumen Radev         | Indipendente     |                  |
| Ministro del Governo Digitale                                          |          |          | Aleksandăr Jolovski | Indipendente     |                  |
| Ministro del Turismo                                                   |          |          | Zarica Dinkova      | PP-DB            |                  |
| Ministro della Gioventù e dello Sport                                  |          |          | Dimităr Iliev       | PP-DB            |                  |